# Louis Aloÿs de Hohenlohe-Waldenbourg-Bartenstein
Pour les articles homonymes, voir Maison de Hohenlohe et Bartenstein.
Ludwig Aloysius Joachim, prince de Hohenlohe-Waldenburg-Bartenstein, né le 18 août 1765 à Bartenstein (en Souabe, où la branche catholique des Hohenlohe possède un château) et mort à Lunéville le 30 mai 1829, est un général autrichien, puis un maréchal et pair de France.

## Biographie
En 1784, il entre au service de Charles-Théodore de Bavière, Electeur du Palatinat, qu’il quitte en 1792 pour prendre le commandement d’un régiment levé par son père au service des princes émigrés de France. Dans l’armée des émigrés, il se distingue particulièrement sous Condé dans les campagnes de 1792-1793, notamment en défense devant Wissembourg en France.
Il a commandé le régiment d'Hohenlohe, créé en 1792 et dissous en 1831, ancêtre de la Légion étrangère.
Puis il entre au service des Pays-Bas quand, encerclé par l’armée du général Pichegru, il dirige une retraite magistrale vers l’île de Bommelerwaard. De 1797 à 1799, il sert comme colonel dans les campagnes autrichiennes. En 1799, il est nommé général-major par l’archiduc Charles. Sa principauté est médiatisée.
Il obtient alors le grade de lieutenant général. Napoléon Ier souhaite le rencontrer pour lui confier la charge des deux Galicies. L’Empereur lui offre de lui rendre sa principauté à condition qu’il intègre la confédération du Rhin, mais il refuse et entre au service du royaume de Wurtemberg.
Après la chute de Napoléon Ier en 1814, il entre au service de la France des Bourbons, et en 1815, il prend le commandement d’un régiment levé par lui-même (le Régiment d'Hohenlohe, l’un des régiments dont est issue la Légion étrangère).
Reconnaissant, le roi de France Louis XVIII lui offre une partie du château de Lunéville, prestigieuse résidence où le prince crée une école d'officier de cavalerie. Il est naturalisé français en 1823.
Sa seconde épouse Marie Crescenzia zu Salm-Reifferscheidt meurt à Lunéville le 4 avril 1826 et y est enterrée.
Son régiment tient sa place dans l'expédition d'Espagne. En 1827, il est fait maréchal et pair de France.
Il est enterré au cimetière du Mont-Valérien (Suresnes).

## Récapitulatif

### Titres
- 4e Prince de Hohenlohe-Bartenstein (en) (1798-1806) ;
- Pair de France (5 novembre 1827 - 30 mai 1829), sans majorat[5].

### Décorations
| Chevalier du Saint-Esprit | Officier de la Légion d'honneur |

- Chevalier du Saint-Esprit (1816) ;
- Légion d'honneur[6] :
  - Chevalier (10 février 1819), puis,
  - Officier de la Légion d'honneur (13 juillet 1823).

## Armoiries
| Figure | Blasonnement |
| ------ | --- |
|        | Armes des Hohenlohe D'argent, à deux léopards couards de sable. |
|        | Armes du prince de Hohenlohe (Waldenburg) Bartenstein (en) Parti d'un trait, coupé de deux autres qui font six quartiers : au 1, d'or, à l'aigle éployée de sable ; au 2, d'azur à trois fleurs de lys d'argent ; au 3, d'argent, à deux léopards de sable, l'un sur l'autre ; au 4, coupé, a : de sable au lion léopardé d'or, couronné du même ; b : losangé de sable et d'or ; au 5, d'azur à cinq têtes de massue d'argent, 3 et 2 ; au 6, coupé emmenché de gueules sur argent. À la champagne de gueules, sur le tout. Sur le tout du tout un écusson de gueules, à la champagne d'argent, timbré d'un bonnet de gueules retroussé d'hermine. |